# Вахрушевская (Архангельская область)
Вахрушевская — деревня в Устьянском районе Архангельской области. Входит в состав муниципального образования «Октябрьское».

## География
Деревня расположена в южной части Архангельской области, в таёжной зоне, в пределах северной части Русской равнины, в  километрах на северо-запад от посёлка Октябрьский, на правом берегу реки Устья, притока Ваги. Ближайшие населённые пункты: на севере деревня Неклюдовская, на юго-западе, на противоположном берегу реки, деревня Чадрома.
Часовой пояс
Вахрушевская, как и вся Архангельская область, находится в часовой зоне МСК (московское время). Смещение применяемого времени относительно UTC составляет +3:00.

## Население
| 2002 | 2010 | 2012 |
| ---- | ---- | ---- |
| 5    | ↘4   | ↗5   |

## История
Указана в «Списке населённых мест по сведениям 1859 года» в составе 2-го стана Вельского уезда Вологодской губернии под номером «2419» как «Вахрушевская (Шастовская)». Насчитывала 15 дворов, 49 жителей мужского пола и 54 женского.
В материалах оценочно-статистического исследования земель Вельского уезда упомянуто, что в 1900 году в административном отношении деревня входила в состав Чадромского сельского общества Леонтьевской волости. На момент переписи в селении Вахрушевское (Шестаково) находилось 25 хозяйств, в которых проживало 80 жителей мужского пола и 77 женского.